# Kamilla Bech Holten
Kamilla Bech Holten (født Mette Kamilla Gregersen 7. januar 1972 i Viborg, død 20. september 2008 i København) var en dansk skuespiller, sanger og tv-vært.
Kamilla Bech Holten, der var autodidakt, brød igennem som studievært i begyndelsen af 1990'erne i DR-børneprogrammerne Zig-Zag og TV10 og fik siden stor succes som vært på TV 2's fredagsunderholdning Den Store Klassefest. Hun var også vært på TV 2's Mandags Chancen (1998).
Ifølge tv-udsendelsen a-Ha fra 5. oktober 2002 læste hun filmvidenskab på Københavns Universitet først i 1990'erne.
I 2002 giftede hun sig med kongelig operachef Kasper Holten.
I marts 2008 fortalte Kamilla Bech Holten i et interview med Politiken Søndag, at hun var dødeligt syg af kræft – først i tyktarmen, siden i leveren og lymfesystemet. Hun fortalte samtidig, at hendes mand havde forladt hende (august 2007) under sygdommen.
Den 20. september 2008 døde hun af kræften på Bispebjerg Hospital, og den 26. september 2008 blev hun bisat fra Frederiksberg Kirke af pastor Egon Lausen.

## Filmografi
- Kærlighedens smerte (1992)
- Den Store Klassefest (vært, 1998-2000)
- Mit liv som Bent (2001)
- Regel nr. 1 (2003)
- Spurten Er Gået - DR2 Selvoptagelser (voice-over, 2006)